# Polmone (alimento)

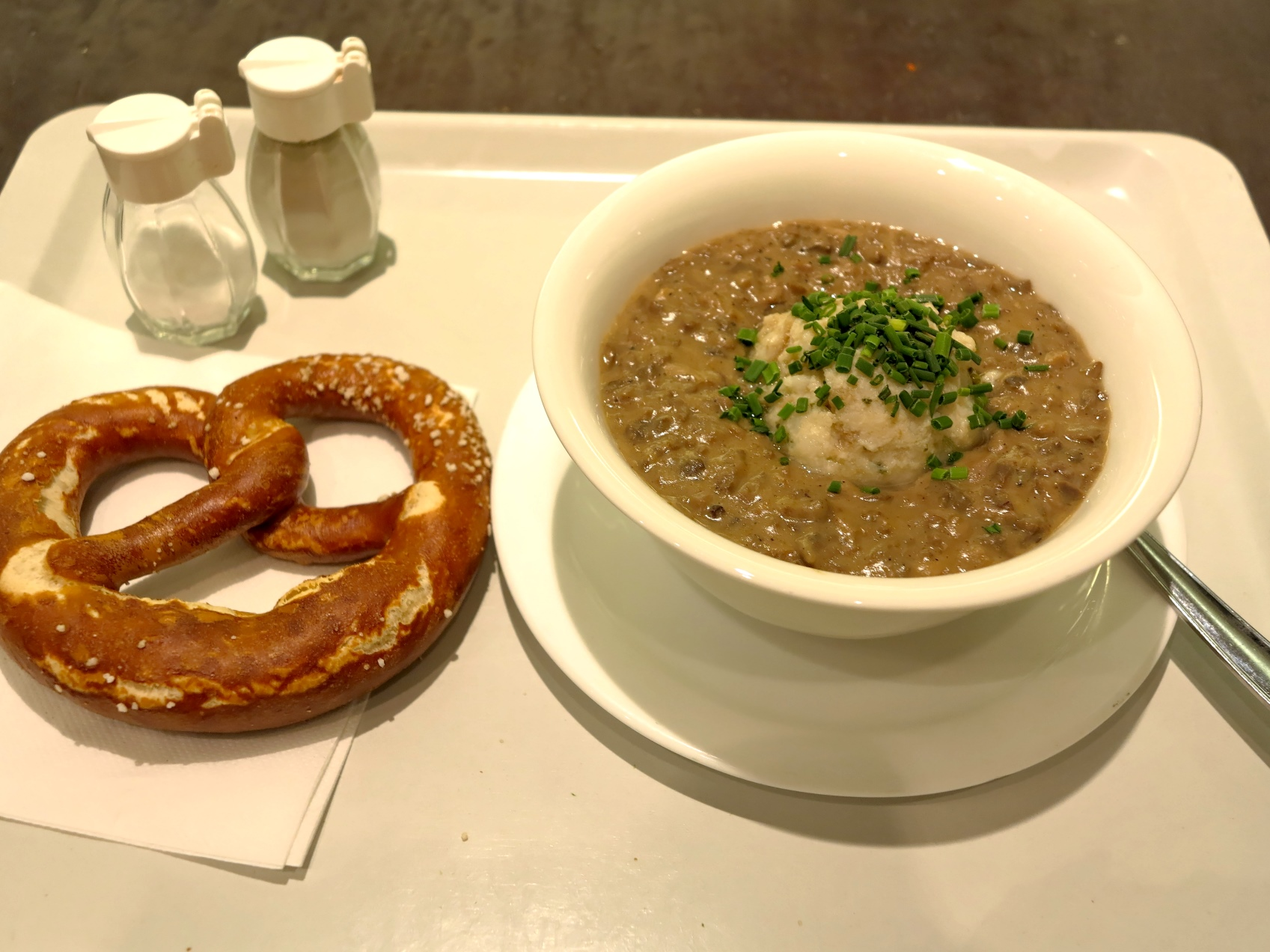
Zuppa di polmone acido con canederli

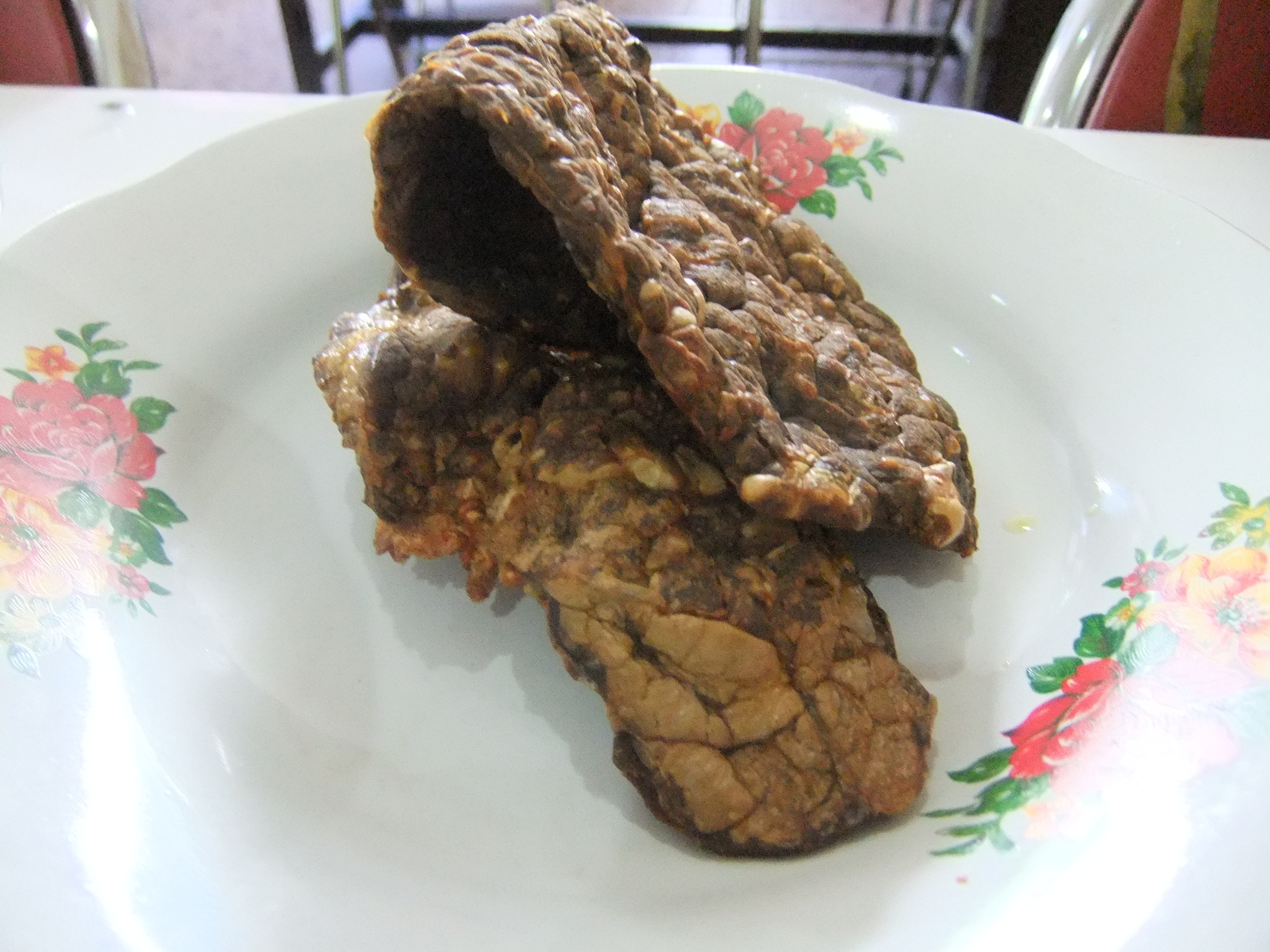
Polmone bovino fritto (Indonesia)

Il polmone (latino pulmo) è un alimento umano proveniente dalla macellazione degli animali. Sono commestibili, e vengono usati in cucina, i polmoni di bue (manzo), cavallo, maiale, pecora, agnello o vitello. Vengono considerati tra le frattaglie o interiora.

## Valori nutrizionali
La tabella che segue riporta il valore energetico e la composizione del polmone di vitello (per 100 g di parte edibile):
| Energia (Kcal) | Grassi(g) | Carboidrati(g) | Proteine (g) | Fibre (g) | Acqua (g) | Colesterolo (mg) |
| 90             | 2,2       | 0              | 16,3         | 0         | 80,5      | 229              |

Ricco di tessuti connettivi, è di difficile digestione e quindi da evitarsi da parte di bambini nella prima infanzia e da persone con digestione lenta.

## Diffusione

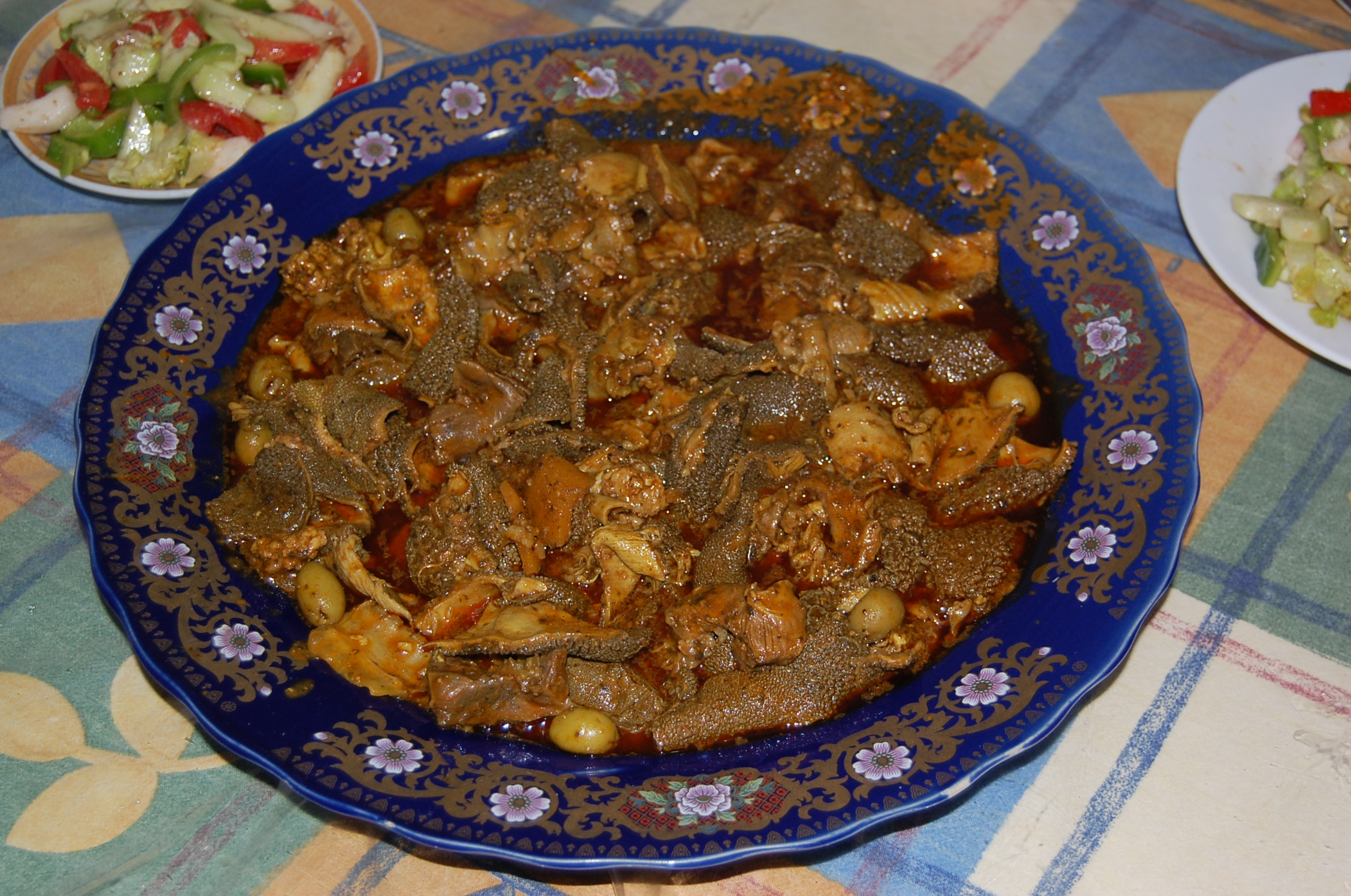
Preparazione magrebina con polmone e altre frattaglie

Tra le varie ricette che utilizzano il polmone in Malaysia sono diffuse come snack fette di polmone bovino (paru, ovvero polmone in malese) che vengono fritte dopo essere state impastellate con farina e curcuma. Vengono di solito vendute in pacchetti nei mercati all'aperto e sono spesso ulteriormente insaporite con aceto e peperoncino.
Il bópiz è un piatto piccante delle Filippine a base di polmone e cuore suini saltati con pomodori, cipolle e peperoncino.
In Germania (e soprattutto in Baviera) i polmoni sono il principale ingrediente delle Saure Lüngerl Suppe, una zuppa con aceto, panna acida, prezzemolo e tocchetti di pane. 

### Uso tradizionale in Italia
In Italia il polmone, parte del cosiddetto “quinto quarto”, è stato storicamente impiegato nella cucina popolare, soprattutto nelle regioni settentrionali. In Lombardia e nell’Emilia occidentale è noto con il nome dialettale di curada o corada, termine che indica genericamente un insieme di frattaglie, ma spesso in particolare cuore e polmone.
Un piatto tipico in cui si utilizza il polmone è la cassoeula, ricetta invernale milanese in cui viene stufato assieme a verza, cotenna, piedini e altre parti povere del maiale. Il consumo della curada era tradizionalmente legato al rito della macellazione domestica del maiale, momento di grande importanza nella cultura contadina lombarda.
In alcune zone del pavese e del lodigiano, il polmone veniva anche semplicemente bollito e poi saltato in padella con aglio e prezzemolo, oppure usato per farcire tortelli e ravioli, mescolato ad altre frattaglie o verdure. Benché oggi meno diffuso, il suo impiego sopravvive in alcune trattorie locali e cucine familiari che conservano le tradizioni contadine.